# Internationaux de Nouvelle-Calédonie 2006
Gli Internationaux de Nouvelle-Calédonie 2006 sono stati un torneo di tennis giocato nel 2006 sul cemento con palline Slazenger. Il torneo faceva parte della categoria ATP Challenger Series nell'ambito dell'ATP Challenger Series 2006. Il torneo si è giocato a Nouméa in Nuova Caledonia, dal 2 all'8 gennaio 2006. Il montepremi previsto era di $75,000+H.

## Partecipanti singolare

### Teste di serie
| Nazionalità   | Giocatore          | Ranking | Testa di serie |
| ------------- | ------------------ | ------- | -------------- |
| Francia       | Gilles Simon       | 124     | 1              |
| Germania      | Lars Burgsmüller   | 141     | 2              |
| Paesi Bassi   | Melle Van Gemerden | 143     | 3              |
| Cile          | Paul Capdeville    | 148     | 4              |
| Taipei cinese | Yen-hsun Lu        | 158     | 5              |
| Danimarca     | Kristian Pless     | 160     | 6              |
| Stati Uniti   | Amer Delic         | 164     | 7              |
| Italia        | Francesco Aldi     | 166     | 8              |

### Altri partecipanti
Giocatori che hanno ricevuto una wild card:
- Philippe Frayssinoux
- Mathieu Montcourt
- Pierre-Henri Guillaume
- Luke Bourgeois

Giocatori che sono passati dalle qualificazioni:
- Wayne Odesnik
- Dominik Meffert
- Norikazu Sugiyama
- Jacob Adaktusson

## Partecipanti doppio

### Teste di serie
| Nazionalità | Giocatore       | Nazionalità | Giocatore          | Testa di serie |
| ----------- | --------------- | ----------- | ------------------ | -------------- |
| Sudafrica   | Rik De Voest    | Italia      | Giorgio Galimberti | 1              |
| Italia      | Stefano Galvani | Italia      | Uros Vico          | 2              |
| Regno Unito | James Auckland  | Cile        | Paul Capdeville    | 3              |
| Rep. Ceca   | Pavel Šnobel    | Rep. Ceca   | Michal Tabara      | 4              |

### Altri partecipanti
Coppie che hanno ricevuto una wild card:
- Jacob Adaktusson /  Filip Prpic
- Nicolas Frayssinoux /  Philippe Frayssinoux
- Hiroshi Fukaumi /  Hijiri Kaneko

## Punti e Montepremi
|           | Vincitore | Finalista | SF     | QF     | 2R     | 1R   | Q |
| --------- | --------- | --------- | ------ | ------ | ------ | ---- | - |
| Punti     | 70        | 49        | 31     | 16     | 7      | 0    | 3 |
| $ Singolo | $10,800   | $6,360    | $3,750 | $2,200 | $1,290 | $780 |   |
| $ Doppio  | $4,650    | $2,700    | $1,620 | $960   | $540   |      |   |

## Campioni

### Singolare
Gilles Simon contro  Rik De Voest con il punteggio di 6–2 5–7 6–2

### Doppio
Alex Bogomolov Jr. /  Todd Widom contro  Lars Burgsmüller /  Denis Gremelmayr con il punteggio di 3–6 6–2 [10–6]